# US Raonnaise
Union Sportive Raonnaise is een Franse voetbalclub uit Raon-l'Étape. De club werd opgericht in 1921. De thuiswedstrijden worden in het Stade Paul-Gasser gespeeld, dat plaats biedt aan 4.000 toeschouwers. De clubkleuren zijn blauw-wit. In 2018 degradeerde de club uit de Championnat National 2.